# Volkerzen
Volkerzen ist eine Ortsgemeinde im Landkreis Altenkirchen in Rheinland-Pfalz. Sie gehört der Verbandsgemeinde Altenkirchen-Flammersfeld an.

## Geographische Lage
Volkerzen liegt westlich von Eichelhardt nahe der von Altenkirchen nach Hamm führenden Bundesstraße 256.

## Geschichte
Volkerzen wird erstmals 1473 in einer Urkunde des Klosters Marienstatt erwähnt. 1578 und 1580 bestand der Ort aus acht Häusern, das entspricht etwa 50 Bewohnern. 1714 versuchten die Bewohner Volkerzens zusammen mit benachbarten Ortschaften in einer Eingabe an Herzog Johann Wilhelm von Sachsen-Eisenach den Mahlzwang in der Altenkirchener Mühle erlassen zu bekommen und eine eigene Mühle in Niedererbach zu errichten. 1718 wurde diese Genehmigung erteilt.
Volkerzen gehörte zur Grafschaft Sayn und nach deren Teilung seit dem 17. Jahrhundert zur Grafschaft Sayn-Altenkirchen. Innerhalb der Grafschaft gehörte Volkerzen zum Kirchspiel Altenkirchen, das auch eine weltliche Verwaltungseinheit darstellte und die niedere Gerichtsbarkeit ausübte. 1803 wurde die Grafschaft und damit auch Volkerzen dem Fürstentum Nassau-Usingen zugesprochen (1806 Herzogtum Nassau) und kam 1815 infolge der Beschlüsse des Wiener Kongresses 1815 an Preußen. Unter der preußischen Verwaltung gehörte Volkerzen zur Bürgermeisterei Altenkirchen im 1816 neu gebildeten gleichnamigen Kreis im Regierungsbezirk Koblenz, der von 1822 an zur Rheinprovinz gehörte. 1946 wurde die Gemeinde Teil des Landes Rheinland-Pfalz.
Kirchlich war Volkerzen der Altenkirchener Filialkirche in Hilgenroth zugeordnet. Ursprünglich gehörte das Kirchspiel Altenkirchen zum Erzbistum Köln. Durch die saynische Reformation wurden auch die Einwohner von Volkerzen zunächst 1561 der Lutherischen und 1605 der Reformierten Lehre zugeführt. Noch heute gehören die Einwohner mit rund 55 % überwiegend der Evangelischen Kirche an.
Bevölkerungsentwicklung
Die Entwicklung der Einwohnerzahl von Volkerzen, die Werte von 1871 bis 1987 beruhen auf Volkszählungen:
| Jahr | Einwohner |
| 1815 | 71        |
| 1835 | 81        |
| 1871 | 105       |
| 1905 | 113       |
| 1939 | 100       |
| 1950 | 109       |

| Jahr | Einwohner |
| 1961 | 94        |
| 1970 | 75        |
| 1987 | 67        |
| 1997 | 90        |
| 2005 | 94        |
| 2023 | 82        |

## Politik

### Gemeinderat
Der Gemeinderat in Volkerzen besteht aus sechs Ratsmitgliedern, die bei der Kommunalwahl am 9. Juni 2024 in einer Mehrheitswahl gewählt wurden, und dem ehrenamtlichen Ortsbürgermeister als Vorsitzendem.

### Bürgermeister
Knut Eitelberg wurde 2004 Ortsbürgermeister von Volkerzen. Bei der Direktwahl am 26. Mai 2019 wurde er mit einem Stimmenanteil von 97,96 % und am 9. Juni 2024 als einziger Bewerber mit 96,6 % jeweils für weitere fünf Jahre in seinem Amt bestätigt.
Ortsvorsteher und Ortsbürgermeister
| 1846–1867 Heinrich Weßler   | 1919–1920 Wilhelm Enders | 1960–1973 Otto Altgeld   |
| 1867–1883 Gerhard Schmidt   | 1920–1929 Wilhelm Becker | 1973–1992 Erich Krämer   |
| 1883–1888 Gottfried Schmidt | 1929–1946 Wilhelm Krämer | 1992–2004 Erhard Schäfer |
| 1888–1919 Heinrich Flemmer  | 1946–1960 Artur Krämer   | seit 2004 Knut Eitelberg |

### Wappen
| Wappen von Volkerzen | Blasonierung: „Von Blau und Gold schräggeviert, oben eine goldene Sonne mit achtzehn welligen Strahlen, vorne ein aufgeschlagenes blaues Buch, hinten eine blaue siebensaitige Leier und unten drei goldene gekreuzte Ähren, aus denen beidseitig je ein goldener Pflug ragt.“ |
| Wappen von Volkerzen | Wappenbegründung: Die Symbole des Wappens stehen für die wesentlichen Elemente des Miteinanderlebens: Die über allem Leben stehende Sonne, die Bibel als Wort Gottes, die Leier als Symbol für Musik, Gesang und Fröhlichkeit sowie die Pflüge und Getreideähren als Sinnbild für die landwirtschaftliche Prägung des Dorfes. Prospektionen nach Erz waren in den vergangenen 200 Jahren wenig erfolgreich. Das neue Gemeindewappen wurde 1995 eingeführt und das nach einem Entwurf von 1949 geändert, damit es den heraldischen Richtlinien entspricht. |

## Wirtschaft
Die nicht bebaute Gemeindefläche besteht jeweils zur Hälfte aus Wald und landwirtschaftlichem Nutzland. Der Wald wird, soweit nicht Staatswald, von einer Waldinteressentenschaft bewirtschaftet, drei landwirtschaftliche Betriebe verfügen im Schnitt über etwa 53 Hektar Agrarland (Stand 2007). Die Waldflächen bieten sich auch Erholungssuchenden für Wanderungen an.